# Saint-Aigny
Saint-Aigny település Franciaországban, Indre megyében. Lakosainak száma 272 fő (2022. január 1.). Saint-Aigny Le Blanc, Concremiers, Ingrandes, Mérigny, Pouligny-Saint-Pierre és Sauzelles községekkel határos.

## Népesség
A település népessége az elmúlt években az alábbi módon változott:
| Lakosok száma | 254  | 235  | 244  | 290  | 295  | 290  | 282  | 277  | 274  | 272  |
|               | 1968 | 1982 | 1990 | 2006 | 2013 | 2015 | 2017 | 2019 | 2020 | 2022 |